# Tomasziwka (rejon chmielnicki)
Nohacziwka (ukr. Ногачівка) – wieś na Ukrainie, w obwodzie chmielnickim, w rejonie chmielnickim, w hromadzie Jarmolińce. W 2001 liczyła 924 mieszkańców, spośród których 916 wskazało jako ojczysty język ukraiński, 6 rosyjski, a 2 mołdawski.